# Port Wing
Port Wing – miasto w Stanach Zjednoczonych, w stanie Wisconsin, w hrabstwie Bayfield.